# Tropodiaptomus hutchinsoni
Tropodiaptomus hutchinsoni is een eenoogkreeftjessoort uit de familie van de Diaptomidae. De wetenschappelijke naam van de soort is voor het eerst geldig gepubliceerd in 1927 door Kiefer.